# Liga Femenina de Fútbol Playa de España
La Liga Femenina de Fútbol Playa de España es la primera división de la liga de fútbol playa que se disputa en España en categoría femenina. El organizador del torneo es la Real Federación Española de Fútbol (RFEF).

## Historial
| Temporada | Campeón               | Subcampeón   |
| --------- | --------------------- | ------------ |
| 2012      | -                     | -            |
| 2013      | -                     | -            |
| 2014      | -                     | -            |
| 2015      | -                     | -            |
| 2016      | -                     | -            |
| 2017      | AIS Playas San Javier | Platja Roses |
| 2018      | -                     | -            |
| 2019      | AIS Playas San Javier | Madrid CFF   |
| 2020      | -                     | -            |